# Embia chudeaui
Embia chudeaui is een insectensoort uit de familie Embiidae, die tot de orde webspinners (Embioptera) behoort. De soort komt voor in Afrika.
Embia chudeaui is voor het eerst wetenschappelijk beschreven door Navás in 1922.